# 이필호
이필호(1913년 1월 16일~1986년 4월 12일)는 대한민국의 정치인이다. 제4대 국회의원을 지냈다.

## 역대 선거 결과
|  | 43.97% |

|  | 29.67% |

|  | 29.61% |

|  | 46.20% |